# Premi Geffen
El Premi Geffen és un premi de literatura de ciència-ficció atorgat a Israel des de 1999 per la Societat Israeliana de Ciència Ficció i Fantasia. Els premis de ciència-ficció israelians s'atorguen en honor de l'editor i traductor Amos Geffen, un dels fundadors de la Societat Israeliana de Ciència Ficció i Fantasia.